# Nagyszekeres, Szabolcs-Szatmár-Bereg
Nagyszekeres  este un sat în districtul Fehérgyarmat, județul Szabolcs-Szatmár-Bereg, Ungaria, având o populație de 570 de locuitori (2011). 

## Demografie
Componența etnică a satului Nagyszekeres
     Maghiari (83,95%)
     Romi (16,05%)
Componența confesională a satului Nagyszekeres
     Reformați (74,21%)
     Romano-catolici (7,54%)
     Fără religie (4,04%)
     Necunoscută (13,68%)
     Greco-catolici (0,53%)
Conform recensământului din 2011, satul Nagyszekeres avea 570 de locuitori. Din punct de vedere etnic, majoritatea locuitorilor (83,95%) erau maghiari, cu o minoritate de romi (16,05%).  Din punct de vedere confesional, majoritatea locuitorilor (74,21%) erau reformați, existând și minorități de romano-catolici (7,54%) și persoane fără religie (4,04%). Pentru 13,68% din locuitori nu este cunoscută apartenența confesională.